# Nika Zorjan
Nika Zorjan (Murska Sobota, 3 dicembre 1992) è una cantante slovena.

## Biografia
Nata in una famiglia di musicisti, Nika Zorjan ha frequentato la scuola di musica della sua città natale, dove ha imparato a suonare il pianoforte. È salita alla ribalta nel 2010 con la sua partecipazione alla prima edizione di Slovenija ima talent, la versione slovena del format Got Talent.
Ad ottobre 2011 ha preso parte a Misija Evrovizija, il processo di selezione del rappresentante sloveno per l'Eurovision, arrivando in finale. Uno dei giudici del programma, Raay, l'ha presa sotto la sua ala, offrendole un contratto discografico con la sua casa di produzione.
Nel 2013 il suo singolo Nasmeh življenja è stato il suo primo ingresso nella classifica slovena, la SloTop50, al 4º posto. Con questo brano ha partecipato al festival della canzone popolare slovena Melodije morja in sonca, arrivando al 5º posto e vincendo il televoto.
Nel 2014 è stata una delle coriste di Tinkara Kovač all'Eurovision Song Contest 2014 a Copenaghen, mentre nell'edizione successiva a Vienna è stata corista dei Maraaya.
Ha partecipato una seconda volta alla selezione eurovisiva slovena nel 2017 con Fse, canzone cantata nel dialetto dell'Oltremura. Si è classificata 5ª nella finale; il brano è inoltre arrivato al 5º posto nella SloTop50. Ha ritentato la selezione l'anno successivo con Uspavanka/Lullaby, ma non ha raggiunto la finale. Sempre nel 2018 ha partecipato al festival Popevka cantando Za vedno (Za skaus).

## Discografia

### Singoli
- 2012 – Čas za nas
- 2012 – Problemom sredinc
- 2013 – Nasmeh življenja
- 2014 – Po dežju
- 2017 – Fse
- 2017 – Ni predaje, ni umika (con i BQL)
- 2018 – Uspavanka/Lullaby
- 2018 – Luna (feat. Jonatan Haller)
- 2019 – Za vedno (Za skaus)
- 2019 – Ola ola (con Isaac Palma)
- 2019 – Vruće (con i BQL feat. Isaac Palma)
- 2019 – Na plažo
- 2019 – Blamaža (con 8rasta9 feat. Svanky)